# SC-ESV Parndorf 1919
SC-ESV Parndorf 1919 é um clube de futebol austríaco, com sede em Parndorf, atualmente disputa a terceira divisão austríaca. A equipe foi rebaixada da Erste Liga, em 2013-2014. 

## Elenco Atual
Nota: Bandeiras indicam equipe nacional, conforme definido pelas regras de elegibilidade da FIFA. Os jogadores podem ter mais de uma nacionalidade não-FIFA.
| N.º |         | Posição | Jogador             |
| --- | ------- | ------- | ------------------- |
| 1   | Áustria | G       | Stefan Krell        |
| 4   | Áustria | D       | Maximilian Gutschik |
| 6   | Áustria | D       | Christian Thonhofer |
| 7   | Áustria | A       | Gerhard Karner      |
| 8   | Áustria | M       | Martin Babic        |
| 9   | Áustria | D       | Mario Wendelin      |
| 10  | Áustria | A       | Mario Rasic         |
| 11  | Áustria | M       | Maximilian Divljak  |
| 12  | Áustria | D       | Maximilian Wodicka  |
| 13  | Áustria | M       | Lukas Umprecht      |
| 14  | Áustria | D       | Thomas Regner       |
| 15  | Áustria | D       | Felix Wendelin      |

| N.º |            | Posição | Jogador              |
| --- | ---------- | ------- | -------------------- |
| 16  | Eslováquia | A       | Tomas Horvath        |
| 17  | Áustria    | M       | Sebastian Leszkovich |
| 18  | Áustria    | A       | Tobias Petritsch     |
| 19  | Áustria    | D       | David Dornhackl      |
| 20  | Áustria    | A       | Mario Juric          |
| 21  | Áustria    | D       | Roman Kummerer       |
| 22  | Áustria    | M       | Sascha Steinacher    |
| 23  | Áustria    | M       | Alen Dedic           |
| 24  | Áustria    | G       | Christoph Kniezanrek |
| 26  | Áustria    | G       | Richard Valkovic     |
| 27  | Áustria    | M       | Patrick Kienzl       |
| 31  | Áustria    | D       | Thomas Jusits        |